# Sitvia karoli
Sitvia karoli är en fjärilsart som beskrevs av Semper 1899. Sitvia karoli ingår i släktet Sitvia och familjen tofsspinnare. Inga underarter finns listade i Catalogue of Life.